# 佐井通
佐井通（さいどおり）は京都市の南北の通り。平安京の道祖大路（さいおおじ）に相当する。全長約6.3km。

## 概要

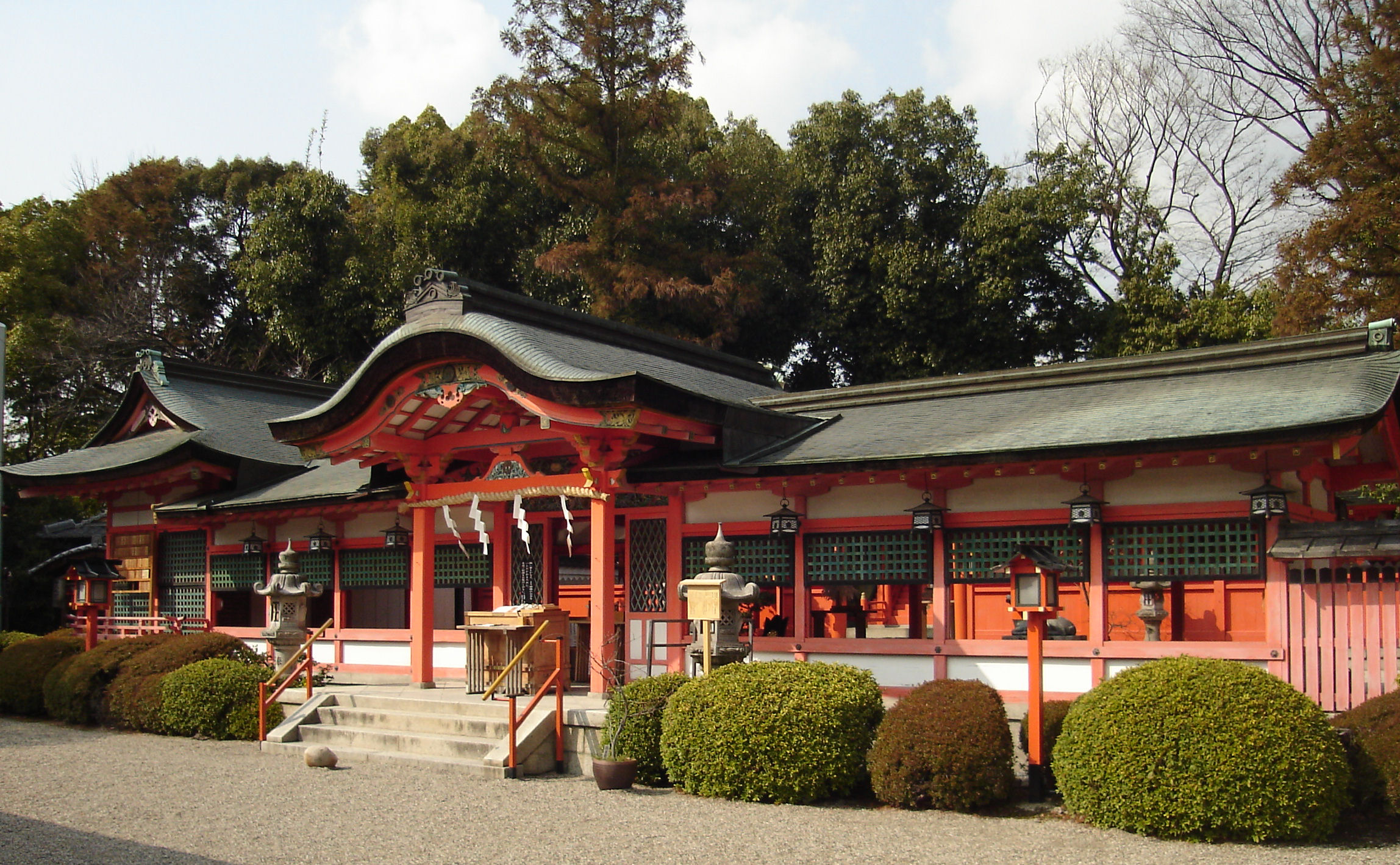
春日神社

西大路通の西に位置し、北は金閣寺付近の北区衣笠天神森町から南は八条通の南、西高瀬川までとなっている。
昭和初期に市街地の拡大とともに並行する西大路通を中心とした区域の土地区画整理事業により整備された道路であるが、もともと西ノ京村から西院村を経て御所ノ内村へ至る里道を踏襲したものである。
四条通との交差点付近に春日神社があるため、春日通（かすがどおり）とも呼ばれる。地域によってはこちらの名前の方がよく知られているために、一部の道路標識では春日通の名を併記したものも見られる。
五条通付近ではクリスマスの季節に、沿道の企業によりイルミネーションが行われていた。

## 歴史
平安京の道祖大路は、左京の西洞院大路に相当し、南の延長が紀伊郡石原郷佐比里にあたることから佐比大路（さえのおおじ）とも呼ばれ、その側を北から南に佐比川が流れていた。
佐比川は、平安時代前期からに史料に見えるが、西堀川小路（一部が現在の西土居通に相当）に通された人工河川である西堀川が埋没する10世紀中期から後半に前後して、道祖大路に掘削された人工河川（道祖川）として10世紀から12世紀までの間存在したことが発掘調査により判明している。この道祖川は、平安時代の中頃には、幅9メートル以上、深さが1.8メートル以上の規模であった。また、道祖川の埋まる頃に前後する11世紀後半以降12世紀までの間には、野寺小路に人工河川（野寺川）が掘削され、およそ14世紀頃埋没した。
一条通から北は、後の鹿苑寺である足利義満の北山第（北山殿）の惣門から南に延びるメインストリートである八町柳に当たる。八町柳の南端には大門が建てられていたという。八町柳の名は、全長八町（約900m）の街路が柳の群生する野を通っていたことに
由来するとみられる。現在もゆかりのある町名（平野八丁柳町）が残っている。

### 佐井東通
三条通から八条通の区間では佐井通の一筋東を佐井東通（さいひがしどおり）が並行するが、これは平安京の野寺小路（のでらこうじ）に相当する。佐井東通の全長は約2.9km。

### 佐井西通
廬山寺通から七条通の区間では佐井通の一筋西を佐井西通（さいにしどおり）が並行するが、これは平安京の宇多小路（うだこうじ）に相当する。佐井西通の全長は約3.9km。佐井西通は途中、今出川通から妙心寺道の間と御池通から三条通の間で中断している。中ノ橋通とも呼ばれることもあり、五条通との交差点には中ノ橋通五条バス停がある。

## 沿道の主な施設

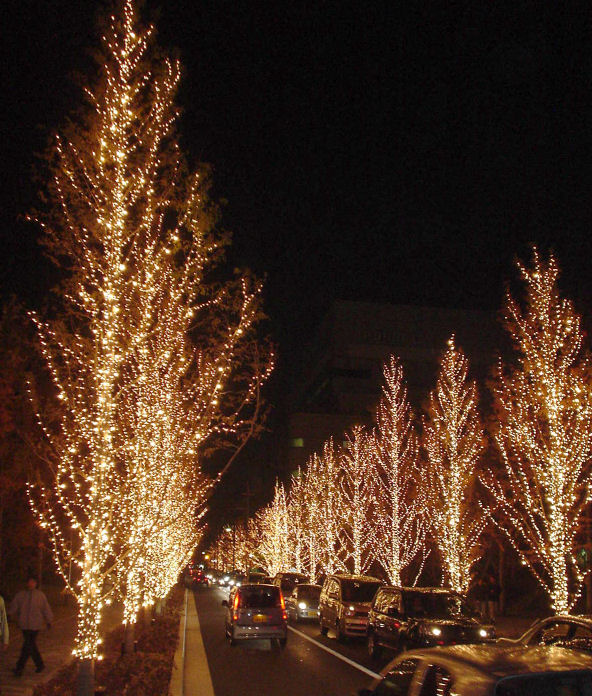
佐井通のイルミネーション

- 金閣寺
- 洛星中学校・高等学校
- 京福電気鉄道北野線 - 北野白梅町駅
- 京都市立北野中学校
- 山陰本線（嵯峨野線） - 円町駅
- 京都市聴覚言語障害センター
- 京都市立西京高等学校・附属中学校
- 京都市営地下鉄東西線 - 西大路御池駅
- 島津製作所
- 京福電気鉄道嵐山本線 - 西大路三条駅
- 春日神社
- 京都市立西院中学校
- ローム
- 日本新薬
- ジーエス・ユアサコーポレーション

## 交差する道路
- 交差する道路の特記が無いものは、主要地方道を除く市道。

| 交差する道路 西← 佐井通 →東            | 交差する場所     | 交差する場所       |                  |
| -------------------------------------- | ---------------- | ------------------ | ---------------- |
| <廬山寺通>                             | 北区             |                    | 北↑ ∧佐井通∨ ↓南 |
| <今出川通>                             | 北区             |                    | 北↑ ∧佐井通∨ ↓南 |
| 府道101号銀閣寺宇多野線 <一条通>       | 北区             |                    | 北↑ ∧佐井通∨ ↓南 |
| 府道129号花園停車場大将軍線 <妙心寺道> | 中京区           |                    | 北↑ ∧佐井通∨ ↓南 |
| <下立売通>                             | 中京区           |                    | 北↑ ∧佐井通∨ ↓南 |
| 市道187号鹿ヶ谷嵐山線 <丸太町通>       | 中京区           |                    | 北↑ ∧佐井通∨ ↓南 |
| <御池通>                               | 中京区           |                    | 北↑ ∧佐井通∨ ↓南 |
| 府道112号二条停車場嵐山線 <三条通>     | 中京区           |                    | 北↑ ∧佐井通∨ ↓南 |
| 右京区                                 |                  |                    | 北↑ ∧佐井通∨ ↓南 |
| 市道186号嵐山祇園線 <四条通>           | 四条春日（佐井） |                    | 北↑ ∧佐井通∨ ↓南 |
| <松原通>                               |                  |                    | 北↑ ∧佐井通∨ ↓南 |
| 国道9号 <五条通>                       | 五条春日         |                    | 北↑ ∧佐井通∨ ↓南 |
| <花屋町通>                             | 下京区           | 春日（佐井）花屋町 | 北↑ ∧佐井通∨ ↓南 |
| 府道113号梅津東山七条線 <七条通>       | 下京区           | 七条・佐井（春日） | 北↑ ∧佐井通∨ ↓南 |
| 府道142号沓掛西大路五条線 <八条通>     | 南区             | 八条春日（佐井）   | 北↑ ∧佐井通∨ ↓南 |
| 西高瀬川                               |                  |                    |                  |